# فهرست فرودگاه‌های آلبرتا
این فهرست حاوی فرودگاه‌های کشور کانادا در ایالت بریتیش کلمبیا است که شامل بالگردگاهها و پایگاه‌ها نیز می‌شود.

## فهرست فرودگاه‌ها و بالگردگاه‌ها
| شهر                       | نام فرودگاه                                                            | کد فرودگاهی ایکائو | موقعیت‌یاب | کد فرودگاهی یاتا                                                | مختصات                                                          |
| ------------------------- | ---------------------------------------------------------------------- | ------------------ | --------- | --------------------------------------------------------------- | --------------------------------------------------------------- |
| Acme                      | فرودگاه اکمی                                                           |                    | CEG2      |                                                                 | ۵۱°۲۷′۲۳″ شمالی ۱۱۳°۳۰′۵۵″ غربی / ۵۱٫۴۵۶۳۹°شمالی ۱۱۳٫۵۱۵۲۸°غربی |
| ایردری                    | فرودگاه کالگاری/ایردری (Airdrie Airport)                               |                    | CEF4      |                                                                 | ۵۱°۱۵′۵۰″ شمالی ۱۱۳°۵۶′۰۴″ غربی / ۵۱٫۲۶۳۸۹°شمالی ۱۱۳٫۹۳۴۴۴°غربی |
| Alhambra                  | فرودگاه الهامبرا/اهلستروم                                              |                    | CAM4      |                                                                 | ۵۲°۲۰′۴۵″ شمالی ۱۱۴°۴۰′۰۲″ غربی / ۵۲٫۳۴۵۸۳°شمالی ۱۱۴٫۶۶۷۲۲°غربی |
| Athabasca                 | فرودگاه اتبسکا                                                         | CYWM               |           |                                                                 | ۵۴°۴۴′۳۵″ شمالی ۱۱۳°۱۲′۱۹″ غربی / ۵۴٫۷۴۳۰۶°شمالی ۱۱۳٫۲۰۵۲۸°غربی |
| Athabasca oil sands       | بالگردگاه لانگ لیک                                                     |                    | CNZ2      |                                                                 | ۵۶°۲۵′۲۷″ شمالی ۱۱۰°۵۷′۵۲″ غربی / ۵۶٫۴۲۴۱۷°شمالی ۱۱۰٫۹۶۴۴۴°غربی |
| بنف                       | Banff (Park Compound) Heliport                                         |                    | CBP2      |                                                                 | ۵۱°۱۱′۳۰″ شمالی ۱۱۵°۳۳′۳۰″ غربی / ۵۱٫۱۹۱۶۷°شمالی ۱۱۵٫۵۵۸۳۳°غربی |
| بنف                       | فرودگاه بانف                                                           | CYBA               |           |                                                                 | ۵۱°۱۲′۳۰″ شمالی ۱۱۵°۳۲′۲۵″ غربی / ۵۱٫۲۰۸۳۳°شمالی ۱۱۵٫۵۴۰۲۸°غربی |
| بنف                       | Banff Mineral Springs (Hospital) Heliport                              |                    | CBM7      |                                                                 | ۵۱°۱۰′۴۷″ شمالی ۱۱۵°۳۴′۳۴″ غربی / ۵۱٫۱۷۹۷۲°شمالی ۱۱۵٫۵۷۶۱۱°غربی |
| Barrhead                  | Barrhead (Healthcare Centre) Heliport                                  |                    | CHC3      |                                                                 | ۵۴°۰۷′۱۱″ شمالی ۱۱۴°۲۴′۰۰″ غربی / ۵۴٫۱۱۹۷۲°شمالی ۱۱۴٫۴۰۰۰۰°غربی |
| Barrhead                  | فرودگاه بارهاد                                                         |                    | CEP3      |                                                                 | ۵۴°۰۵′۴۹″ شمالی ۱۱۴°۲۶′۲۰″ غربی / ۵۴٫۰۹۶۹۴°شمالی ۱۱۴٫۴۳۸۸۹°غربی |
| Bashaw                    | فرودگاه باشا                                                           |                    | CFK2      |                                                                 | ۵۲°۳۳′۲۷″ شمالی ۱۱۲°۵۷′۵۳″ غربی / ۵۲٫۵۵۷۵۰°شمالی ۱۱۲٫۹۶۴۷۲°غربی |
| Bassano                   | Bassano (Health Centre) Heliport                                       |                    | CBL4      |                                                                 | ۵۰°۴۷′۲۵″ شمالی ۱۱۲°۲۷′۳۹″ غربی / ۵۰٫۷۹۰۲۸°شمالی ۱۱۲٫۴۶۰۸۳°غربی |
| Bassano                   | فرودگاه باسانو                                                         |                    | CEN2      |                                                                 | ۵۰°۴۸′۰۰″ شمالی ۱۱۲°۲۸′۰۰″ غربی / ۵۰٫۸۰۰۰۰°شمالی ۱۱۲٫۴۶۶۶۷°غربی |
| Bawlf                     | فرودگاه باولف                                                          |                    | CFR2      |                                                                 | ۵۲°۵۴′۰۰″ شمالی ۱۱۲°۳۳′۰۰″ غربی / ۵۲٫۹۰۰۰۰°شمالی ۱۱۲٫۵۵۰۰۰°غربی |
| Beaverlodge               | فرودگاه بیورلوژ                                                        |                    | CEU2      |                                                                 | ۵۵°۱۱′۰۳″ شمالی ۱۱۹°۲۵′۵۱″ غربی / ۵۵٫۱۸۴۱۷°شمالی ۱۱۹٫۴۳۰۸۳°غربی |
| Beaverlodge               | فرودگاه بیورلوژ/کلاناچان                                               |                    | CLN4      |                                                                 | ۵۵°۱۴′۰۴″ شمالی ۱۱۹°۵۰′۳۱″ غربی / ۵۵٫۲۳۴۴۴°شمالی ۱۱۹٫۸۴۱۹۴°غربی |
| Beiseker                  | فرودگاه بیسکر                                                          |                    | CFV2      |                                                                 | ۵۱°۲۳′۳۶″ شمالی ۱۱۳°۲۸′۱۹″ غربی / ۵۱٫۳۹۳۳۳°شمالی ۱۱۳٫۴۷۱۹۴°غربی |
| Benalto                   | فرودگاه بنالتو/هیلمانز فارم                                            |                    | CBH7      |                                                                 | ۵۲°۱۳′۳۳″ شمالی ۱۱۴°۱۵′۲۱″ غربی / ۵۲٫۲۲۵۸۳°شمالی ۱۱۴٫۲۵۵۸۳°غربی |
| Birch Mountain            | فرودگاه بیرچ ماونتن                                                    |                    | CFM2      |                                                                 | ۵۷°۴۲′۰۰″ شمالی ۱۱۱°۵۰′۰۰″ غربی / ۵۷٫۷۰۰۰۰°شمالی ۱۱۱٫۸۳۳۳۳°غربی |
| Bjorgum Farm              | Bjorgum Farm Airport                                                   |                    | CFD9      |                                                                 | ۵۳°۰۵′۰۰″ شمالی ۱۱۲°۴۸′۱۰″ غربی / ۵۳٫۰۸۳۳۳°شمالی ۱۱۲٫۸۰۲۷۸°غربی |
| Black Diamond             | Black Diamond (Oilfields General Hospital) Heliport                    |                    | CFL3      |                                                                 | ۵۰°۴۰′۴۴″ شمالی ۱۱۴°۱۴′۰۳″ غربی / ۵۰٫۶۷۸۸۹°شمالی ۱۱۴٫۲۳۴۱۷°غربی |
| Black Diamond             | فرودگاه بلک دیاموند/کو نیم                                             |                    | CEH2      |                                                                 | ۵۰°۴۳′۲۱″ شمالی ۱۱۴°۱۰′۴۶″ غربی / ۵۰٫۷۲۲۵۰°شمالی ۱۱۴٫۱۷۹۴۴°غربی |
| Blackie                   | فرودگاه بلکی/وایلدرمن فارم                                             |                    | CFT2      |                                                                 | ۵۰°۳۳′۰۹″ شمالی ۱۱۳°۳۵′۴۸″ غربی / ۵۰٫۵۵۲۵۰°شمالی ۱۱۳٫۵۹۶۶۷°غربی |
| Blairmore                 | Blairmore (Crowsnest Pass Hospital) Heliport                           |                    | CBS9      |                                                                 | ۴۹°۳۶′۵۸″ شمالی ۱۱۴°۲۷′۲۶″ غربی / ۴۹٫۶۱۶۱۱°شمالی ۱۱۴٫۴۵۷۲۲°غربی |
| Blairmore                 | Blairmore (Forestry) Heliport                                          |                    | CEK4      |                                                                 | ۴۹°۳۶′۳۱″ شمالی ۱۱۴°۲۷′۰۵″ غربی / ۴۹٫۶۰۸۶۱°شمالی ۱۱۴٫۴۵۱۳۹°غربی |
| Bonnyville                | فرودگاه بونیویل                                                        | CYBF               |           |                                                                 | ۵۴°۱۸′۱۷″ شمالی ۱۱۰°۴۴′۲۸″ غربی / ۵۴٫۳۰۴۷۲°شمالی ۱۱۰٫۷۴۱۱۱°غربی |
| Bonnyville                | Bonnyville Health Centre Heliport                                      |                    | CBN2      |                                                                 | ۵۴°۱۵′۵۱″ شمالی ۱۱۰°۴۴′۲۶″ غربی / ۵۴٫۲۶۴۱۷°شمالی ۱۱۰٫۷۴۰۵۶°غربی |
| Bow Island                | فرودگاه باو آیلند                                                      |                    | CEF3      |                                                                 | ۴۹°۵۳′۰۰″ شمالی ۱۱۱°۲۰′۰۰″ غربی / ۴۹٫۸۸۳۳۳°شمالی ۱۱۱٫۳۳۳۳۳°غربی |
| Boyle                     | Boyle (Healthcare Centre) Heliport                                     |                    | CHJ4      |                                                                 | ۵۴°۳۵′۰۰″ شمالی ۱۱۲°۴۸′۰۰″ غربی / ۵۴٫۵۸۳۳۳°شمالی ۱۱۲٫۸۰۰۰۰°غربی |
| Boyle                     | فرودگاه بویل                                                           |                    | CFM7      |                                                                 | ۵۴°۳۴′۲۴″ شمالی ۱۱۲°۴۹′۱۲″ غربی / ۵۴٫۵۷۳۳۳°شمالی ۱۱۲٫۸۲۰۰۰°غربی |
| Brant                     | فرودگاه برنت                                                           |                    | CEX9      |                                                                 | ۵۰°۲۵′۱۰″ شمالی ۱۱۳°۳۲′۲۷″ غربی / ۵۰٫۴۱۹۴۴°شمالی ۱۱۳٫۵۴۰۸۳°غربی |
| بروکس                     | Brooks (Community Health Centre) Heliport                              |                    | CFV8      |                                                                 | ۵۰°۳۴′۰۷″ شمالی ۱۱۱°۵۳′۱۸″ غربی / ۵۰٫۵۶۸۶۱°شمالی ۱۱۱٫۸۸۸۳۳°غربی |
| بروکس                     | فرودگاه بروکس                                                          | CYBP               |           |                                                                 | ۵۰°۳۸′۰۱″ شمالی ۱۱۱°۵۵′۳۳″ غربی / ۵۰٫۶۳۳۶۱°شمالی ۱۱۱٫۹۲۵۸۳°غربی |
| کالگری                    | Calgary (Alberta Children's Hospital) (بیمارستان کودکان آلبرتا)        |                    | CAC6      |                                                                 | ۵۱°۰۴′۳۴″ شمالی ۱۱۴°۰۸′۵۲″ غربی / ۵۱٫۰۷۶۱۱°شمالی ۱۱۴٫۱۴۷۷۸°غربی |
| کالگری                    | Calgary/Blue Con Heliport                                              |                    | CBC6      |                                                                 | ۵۰°۵۹′۴۹″ شمالی ۱۱۳°۵۳′۳۸″ غربی / ۵۰٫۹۹۶۹۴°شمالی ۱۱۳٫۸۹۳۸۹°غربی |
| کالگری                    | Calgary (Bow Crow) Heliport                                            |                    | CEP2      |                                                                 | ۵۱°۰۶′۱۰″ شمالی ۱۱۴°۱۲′۵۲″ غربی / ۵۱٫۱۰۲۷۸°شمالی ۱۱۴٫۲۱۴۴۴°غربی |
| کالگری                    | Calgary (City/Bow River) Heliport                                      |                    | CEL2      |                                                                 | ۵۱°۰۳′۱۰″ شمالی ۱۱۴°۰۴′۴۴″ غربی / ۵۱٫۰۵۲۷۸°شمالی ۱۱۴٫۰۷۸۸۹°غربی |
| کالگری                    | Calgary (Foothills Hospital) Heliport                                  |                    | CFP3      |                                                                 | ۵۱°۰۳′۵۶″ شمالی ۱۱۴°۰۸′۰۰″ غربی / ۵۱٫۰۶۵۵۶°شمالی ۱۱۴٫۱۳۳۳۳°غربی |
| کالگری                    | Calgary Peter Lougheed Centre Heliport                                 |                    | CLC3      |                                                                 | ۵۱°۰۴′۴۲″ شمالی ۱۱۳°۵۹′۱۱″ غربی / ۵۱٫۰۷۸۳۳°شمالی ۱۱۳٫۹۸۶۳۹°غربی |
| کالگری                    | Calgary/K. Coffey Residence Heliport                                   |                    | CKC4      | ۵۱°۰۹′۵۶″ شمالی ۱۱۴°۱۸′۵۲″ غربی / ۵۱٫۱۶۵۵۶°شمالی ۱۱۴٫۳۱۴۴۴°غربی |                                                                 |
| کالگری                    | Calgary (Rockyview Hospital) Heliport                                  |                    | CEM2      |                                                                 | ۵۰°۵۹′۱۸″ شمالی ۱۱۴°۰۵′۵۳″ غربی / ۵۰٫۹۸۸۳۳°شمالی ۱۱۴٫۰۹۸۰۶°غربی |
| کالگری                    | فرودگاه بین‌المللی کالگری                                               | CYYC               |           | YYC                                                             | ۵۱°۰۶′۵۰″ شمالی ۱۱۴°۰۱′۱۳″ غربی / ۵۱٫۱۱۳۸۹°شمالی ۱۱۴٫۰۲۰۲۸°غربی |
| کالگری                    | Calgary (Eastlake) Heliport                                            |                    | CEL9      |                                                                 | ۵۰°۵۷′۱۸″ شمالی ۱۱۳°۵۸′۲۲″ غربی / ۵۰٫۹۵۵۰۰°شمالی ۱۱۳٫۹۷۲۷۸°غربی |
| کالگری                    | فرودگاه کالگری (Springbank Airport)                                    | CYBW               |           | YBW                                                             | ۵۱°۰۶′۱۹″ شمالی ۱۱۴°۲۲′۱۷″ غربی / ۵۱٫۱۰۵۲۸°شمالی ۱۱۴٫۳۷۱۳۹°غربی |
| Calling Lake              | فرودگاه کلینگ لیک                                                      |                    | CFK4      |                                                                 | ۵۵°۱۹′۰۰″ شمالی ۱۱۳°۱۵′۰۰″ غربی / ۵۵٫۳۱۶۶۷°شمالی ۱۱۳٫۲۵۰۰۰°غربی |
| کمروز                     | فرودگاه کمروز                                                          |                    | CEQ3      |                                                                 | ۵۳°۰۲′۲۳″ شمالی ۱۱۲°۴۸′۵۹″ غربی / ۵۳٫۰۳۹۷۲°شمالی ۱۱۲٫۸۱۶۳۹°غربی |
| کمروز                     | Camrose/St. Mary's Hospital Heliport                                   |                    | CMR6      |                                                                 | ۵۳°۰۰′۵۴″ شمالی ۱۱۲°۴۹′۴۹″ غربی / ۵۳٫۰۱۵۰۰°شمالی ۱۱۲٫۸۳۰۲۸°غربی |
| Canmore                   | Canmore (Hospital) Heliport                                            |                    | CCH3      |                                                                 | ۵۱°۰۵′۳۳″ شمالی ۱۱۵°۲۰′۵۸″ غربی / ۵۱٫۰۹۲۵۰°شمالی ۱۱۵٫۳۴۹۴۴°غربی |
| Canmore                   | Canmore Municipal Heliport                                             |                    | CEW9      |                                                                 | ۵۱°۰۴′۴۰″ شمالی ۱۱۵°۲۰′۱۸″ غربی / ۵۱٫۰۷۷۷۸°شمالی ۱۱۵٫۳۳۸۳۳°غربی |
| Cardston                  | فرودگاه کاردستون                                                       |                    | CEA6      |                                                                 | ۴۹°۰۹′۴۵″ شمالی ۱۱۳°۱۴′۲۸″ غربی / ۴۹٫۱۶۲۵۰°شمالی ۱۱۳٫۲۴۱۱۱°غربی |
| Carstairs                 | فرودگاه کرستایرس/بیشلس                                                 |                    | CGB2      |                                                                 | ۵۱°۳۴′۵۸″ شمالی ۱۱۴°۰۳′۰۷″ غربی / ۵۱٫۵۸۲۷۸°شمالی ۱۱۴٫۰۵۱۹۴°غربی |
| Castor                    | Castor (Our Lady of the Rosary Hospital) Heliport                      |                    | CCR7      |                                                                 | ۵۲°۱۳′۲۴″ شمالی ۱۱۱°۵۴′۲۴″ غربی / ۵۲٫۲۲۳۳۳°شمالی ۱۱۱٫۹۰۶۶۷°غربی |
| Castor                    | فرودگاه کستر                                                           |                    | CER2      |                                                                 | ۵۲°۱۳′۰۰″ شمالی ۱۱۱°۵۶′۰۰″ غربی / ۵۲٫۲۱۶۶۷°شمالی ۱۱۱٫۹۳۳۳۳°غربی |
| Cayley                    | فرودگاه کیلی/ا. ی. فلایینگ رنچ                                         |                    | CAJ7      |                                                                 | ۵۰°۲۷′۰۰″ شمالی ۱۱۳°۴۵′۰۰″ غربی / ۵۰٫۴۵۰۰۰°شمالی ۱۱۳٫۷۵۰۰۰°غربی |
| Cheadle                   | فرودگاه چادل                                                           |                    | CFQ4      |                                                                 | ۵۱°۰۳′۲۷″ شمالی ۱۱۳°۳۷′۲۵″ غربی / ۵۱٫۰۵۷۵۰°شمالی ۱۱۳٫۶۲۳۶۱°غربی |
| Chestermere               | فرودگاه چستر                                                           |                    | CFX8      |                                                                 | ۵۱°۰۲′۳۰″ شمالی ۱۱۳°۴۵′۰۶″ غربی / ۵۱٫۰۴۱۶۷°شمالی ۱۱۳٫۷۵۱۶۷°غربی |
| Chipewyan Lake            | فرودگاه چیپواین لیک                                                    |                    | CEG5      |                                                                 | ۵۶°۵۷′۰۹″ شمالی ۱۱۳°۲۹′۴۴″ غربی / ۵۶٫۹۵۲۵۰°شمالی ۱۱۳٫۴۹۵۵۶°غربی |
| Chipman                   | فرودگاه آلبرتا (چیمپسون)                                               |                    | CFU3      |                                                                 | ۵۳°۴۳′۰″ شمالی ۱۱۲°۳۸′۰″ غربی / ۵۳٫۷۱۶۶۷°شمالی ۱۱۲٫۶۳۳۳۳°غربی   |
| Christina Basin           | فرودگاه کریستینا بیسن                                                  |                    | CFF2      |                                                                 | ۵۵°۳۵′۲۴″ شمالی ۱۱۱°۴۹′۲۳″ غربی / ۵۵٫۵۹۰۰۰°شمالی ۱۱۱٫۸۲۳۰۶°غربی |
| Christina Lake            | فرودگاه کریستینا لیک                                                   |                    | CCL3      |                                                                 | ۵۵°۳۷′۴۳″ شمالی ۱۱۰°۴۵′۰۱″ غربی / ۵۵٫۶۲۸۶۱°شمالی ۱۱۰٫۷۵۰۲۸°غربی |
| Claresholm                | Claresholm (General Hospital) Heliport                                 |                    | CFV7      |                                                                 | ۵۰°۰۱′۰۶″ شمالی ۱۱۳°۳۴′۵۹″ غربی / ۵۰٫۰۱۸۳۳°شمالی ۱۱۳٫۵۸۳۰۶°غربی |
| Claresholm                | فرودگاه کلارشولم اینداستریال                                           |                    | CEJ4      |                                                                 | ۵۰°۰۰′۱۷″ شمالی ۱۱۳°۳۷′۴۸″ غربی / ۵۰٫۰۰۴۷۲°شمالی ۱۱۳٫۶۳۰۰۰°غربی |
| Clearwater River          | فرودگاه کلیرواتر ریور                                                  |                    | CFS8      |                                                                 | ۵۱°۵۹′۱۷″ شمالی ۱۱۵°۱۳′۴۲″ غربی / ۵۱٫۹۸۸۰۶°شمالی ۱۱۵٫۲۲۸۳۳°غربی |
| Cline River               | Cline River Heliport                                                   |                    | CCR5      |                                                                 | ۵۲°۱۰′۴۴″ شمالی ۱۱۶°۲۸′۴۵″ غربی / ۵۲٫۱۷۸۸۹°شمالی ۱۱۶٫۴۷۹۱۷°غربی |
| Cochrane                  | فرودگاه کوچران/ارکایلا اسپرینگز                                        |                    | CKY8      |                                                                 | ۵۱°۱۲′۱۷″ شمالی ۱۱۴°۴۶′۲۸″ غربی / ۵۱٫۲۰۴۷۲°شمالی ۱۱۴٫۷۷۴۴۴°غربی |
| کلد لیک                   | سی‌اف‌بی کولد لیک (Cold Lake/Group Captain R.W. McNair Airport)          | CYOD               |           | YOD                                                             | ۵۴°۲۴′۱۸″ شمالی ۱۱۰°۱۶′۴۶″ غربی / ۵۴٫۴۰۵۰۰°شمالی ۱۱۰٫۲۷۹۴۴°غربی |
| کلد لیک                   | فرودگاه منطقه‌ای کولد لیک                                               |                    | CEN5      |                                                                 | ۵۴°۲۸′۳۹″ شمالی ۱۱۰°۱۶′۰۷″ غربی / ۵۴٫۴۷۷۵۰°شمالی ۱۱۰٫۲۶۸۶۱°غربی |
| Conklin                   | فرودگاه کونکلین لیسمر                                                  |                    | CET2      |                                                                 | ۵۵°۴۱′۴۶″ شمالی ۱۱۱°۱۶′۴۶″ غربی / ۵۵٫۶۹۶۱۱°شمالی ۱۱۱٫۲۷۹۴۴°غربی |
| Consort                   | Consort (Health Centre) Heliport                                       |                    | CCS2      |                                                                 | ۵۲°۰۰′۰۴″ شمالی ۱۱۰°۴۶′۵۱″ غربی / ۵۲٫۰۰۱۱۱°شمالی ۱۱۰٫۷۸۰۸۳°غربی |
| Consort                   | فرودگاه کانسورت                                                        |                    | CFG3      |                                                                 | ۵۲°۰۱′۰۰″ شمالی ۱۱۰°۴۵′۰۰″ غربی / ۵۲٫۰۱۶۶۷°شمالی ۱۱۰٫۷۵۰۰۰°غربی |
| Coronation                | Coronation (Health Centre) Heliport                                    |                    | CRH2      |                                                                 | ۵۲°۰۵′۴۶″ شمالی ۱۱۱°۲۷′۳۴″ غربی / ۵۲٫۰۹۶۱۱°شمالی ۱۱۱٫۴۵۹۴۴°غربی |
| Coronation                | فرودگاه کورونیشن                                                       | CYCT               |           |                                                                 | ۵۲°۰۴′۳۰″ شمالی ۱۱۱°۲۶′۴۳″ غربی / ۵۲٫۰۷۵۰۰°شمالی ۱۱۱٫۴۴۵۲۸°غربی |
| Coutts                    | فرودگاه بین‌المللی کوتس/راس                                             |                    | CEP4      |                                                                 | ۴۹°۰۰′۰۰″ شمالی ۱۱۱°۵۸′۰۰″ غربی / ۴۹٫۰۰۰۰۰°شمالی ۱۱۱٫۹۶۶۶۷°غربی |
| Cowley                    | فرودگاه کاولی                                                          | CYYM               |           |                                                                 | ۴۹°۳۸′۱۱″ شمالی ۱۱۴°۰۵′۴۰″ غربی / ۴۹٫۶۳۶۳۹°شمالی ۱۱۴٫۰۹۴۴۴°غربی |
| Daysland                  | Daysland Health Centre Heliport                                        |                    | CDL3      |                                                                 | ۵۲°۵۲′۰۸″ شمالی ۱۱۲°۱۶′۲۳″ غربی / ۵۲٫۸۶۸۸۹°شمالی ۱۱۲٫۲۷۳۰۶°غربی |
| De Winton                 | De Winton (Highwood) Heliport                                          |                    | CED6      |                                                                 | ۵۰°۴۸′۱۱″ شمالی ۱۱۳°۵۳′۳۴″ غربی / ۵۰٫۸۰۳۰۶°شمالی ۱۱۳٫۸۹۲۷۸°غربی |
| De Winton                 | فرودگاه دا وینتون/سووت کلگری                                           |                    | CEH4      |                                                                 | ۵۰°۴۹′۱۹″ شمالی ۱۱۳°۴۹′۲۸″ غربی / ۵۰٫۸۲۱۹۴°شمالی ۱۱۳٫۸۲۴۴۴°غربی |
| DeBolt                    | فرودگاه دبولت                                                          |                    | CFG4      |                                                                 | ۵۵°۱۴′۰۰″ شمالی ۱۱۸°۰۲′۰۰″ غربی / ۵۵٫۲۳۳۳۳°شمالی ۱۱۸٫۰۳۳۳۳°غربی |
| Del Bonita                | فرودگاه بین‌المللی دل بونیتا/وت‌استون                                    |                    | CEQ4      |                                                                 | ۴۸°۵۹′۵۵″ شمالی ۱۱۲°۴۶′۳۵″ غربی / ۴۸٫۹۹۸۶۱°شمالی ۱۱۲٫۷۷۶۳۹°غربی |
| Didsbury                  | فرودگاه صحرایی دیدسبوری/مینتی                                          |                    | CDM2      |                                                                 | ۵۱°۳۹′۱۲″ شمالی ۱۱۴°۲۱′۰۴″ غربی / ۵۱٫۶۵۳۳۳°شمالی ۱۱۴٫۳۵۱۱۱°غربی |
| Doig                      | فرودگاه دویگ                                                           |                    | CFX3      |                                                                 | ۵۶°۵۷′۰۰″ شمالی ۱۱۹°۳۱′۰۰″ غربی / ۵۶٫۹۵۰۰۰°شمالی ۱۱۹٫۵۱۶۶۷°غربی |
| Donnelly                  | فرودگاه دانلی                                                          |                    | CFM4      |                                                                 | ۵۵°۴۲′۳۴″ شمالی ۱۱۷°۰۵′۴۰″ غربی / ۵۵٫۷۰۹۴۴°شمالی ۱۱۷٫۰۹۴۴۴°غربی |
| Drayton Valley            | Drayton Valley (Health Centre) Heliport                                |                    | CFV9      |                                                                 | ۵۳°۱۲′۴۲″ شمالی ۱۱۴°۵۸′۱۴″ غربی / ۵۳٫۲۱۱۶۷°شمالی ۱۱۴٫۹۷۰۵۶°غربی |
| Drayton Valley            | فرودگاه صنعتی دریتن ولی                                                |                    | CER3      |                                                                 | ۵۳°۱۵′۵۷″ شمالی ۱۱۴°۵۷′۳۷″ غربی / ۵۳٫۲۶۵۸۳°شمالی ۱۱۴٫۹۶۰۲۸°غربی |
| Drumheller                | Drumheller (Health Centre) Heliport                                    |                    | CDH2      |                                                                 | ۵۱°۲۸′۰۹″ شمالی ۱۱۲°۴۳′۴۲″ غربی / ۵۱٫۴۶۹۱۷°شمالی ۱۱۲٫۷۲۸۳۳°غربی |
| Drumheller                | فرودگاه شهرستان درومهلر                                                |                    | CEG4      |                                                                 | ۵۱°۲۹′۴۷″ شمالی ۱۱۲°۴۴′۵۵″ غربی / ۵۱٫۴۹۶۳۹°شمالی ۱۱۲٫۷۴۸۶۱°غربی |
| Drumheller                | فرودگاه درومهلر/اوسترگارد                                              |                    | CDO2      |                                                                 | ۵۱°۱۷′۴۰″ شمالی ۱۱۲°۳۶′۴۹″ غربی / ۵۱٫۲۹۴۴۴°شمالی ۱۱۲٫۶۱۳۶۱°غربی |
| Eaglesham                 | فرودگاه ایگل شام                                                       |                    | CGL4      |                                                                 | ۵۵°۴۰′۱۶″ شمالی ۱۱۷°۵۶′۰۸″ غربی / ۵۵٫۶۷۱۱۱°شمالی ۱۱۷٫۹۳۵۵۶°غربی |
| Calmar                    | فرودگاه صحرایی ادمونتون/کلمار                                          |                    | CMF2      |                                                                 | ۵۳°۱۱′۰۴″ شمالی ۱۱۳°۴۴′۲۲″ غربی / ۵۳٫۱۸۴۴۴°شمالی ۱۱۳٫۷۳۹۴۴°غربی |
| ادمونتون                  | فرودگاه ادمنتن سیتی اسنتر                                              | CYXD               |           | YXD                                                             | ۵۳°۳۴′۲۱″ شمالی ۱۱۳°۳۱′۱۴″ غربی / ۵۳٫۵۷۲۵۰°شمالی ۱۱۳٫۵۲۰۵۶°غربی |
| Edmonton Capital Region   | فرودگاه بین‌المللی ادمونتون                                             | CYEG               |           | YEG                                                             | ۵۳°۱۸′۳۵″ شمالی ۱۱۳°۳۴′۴۷″ غربی / ۵۳٫۳۰۹۷۲°شمالی ۱۱۳٫۵۷۹۷۲°غربی |
| ادمونتون                  | Edmonton (Royal Alexandra Hospital) Heliport                           |                    | CFH7      |                                                                 | ۵۳°۳۳′۲۹″ شمالی ۱۱۳°۲۹′۴۶″ غربی / ۵۳٫۵۵۸۰۶°شمالی ۱۱۳٫۴۹۶۱۱°غربی |
| Edmonton Capital Region   | Edmonton/Eastport Heliport                                             |                    | CEP8      |                                                                 | ۵۳°۳۰′۳۰″ شمالی ۱۱۳°۲۰′۰۰″ غربی / ۵۳٫۵۰۸۳۳°شمالی ۱۱۳٫۳۳۳۳۳°غربی |
| Edmonton Capital Region   | فرودگاه ادمونتون/گارتنر                                                |                    | CFQ7      |                                                                 | ۵۳°۱۶′۵۴″ شمالی ۱۱۳°۲۷′۱۸″ غربی / ۵۳٫۲۸۱۶۷°شمالی ۱۱۳٫۴۵۵۰۰°غربی |
| Edmonton Capital Region   | فرودگاه صحرایی ادمونتون/گویر                                           |                    | CGF2      |                                                                 | ۵۳°۳۴′۳۵″ شمالی ۱۱۲°۵۸′۵۱″ غربی / ۵۳٫۵۷۶۳۹°شمالی ۱۱۲٫۹۸۰۸۳°غربی |
| ادمونتون                  | Edmonton/Kelsonae Heliport                                             |                    | CSG6      |                                                                 | ۵۳°۲۱′۵۸″ شمالی ۱۱۳°۵۰′۱۶″ غربی / ۵۳٫۳۶۶۱۱°شمالی ۱۱۳٫۸۳۷۷۸°غربی |
| ادمونتون                  | Edmonton/Grey Nuns Community Hospital Heliport                         |                    | CES8      |                                                                 | ۵۳°۲۷′۴۴″ شمالی ۱۱۳°۲۵′۴۰″ غربی / ۵۳٫۴۶۲۲۲°شمالی ۱۱۳٫۴۲۷۷۸°غربی |
| ادمونتون                  | Edmonton/Misericordia (Community Hospital) Heliport                    |                    | CMC2      |                                                                 | ۵۳°۳۱′۱۳″ شمالی ۱۱۳°۳۶′۳۹″ غربی / ۵۳٫۵۲۰۲۸°شمالی ۱۱۳٫۶۱۰۸۳°غربی |
| ادمونتون                  | فرودگاه صحرایی ادمونتون/مورینویل (باند کری)                            |                    | CCF6      |                                                                 | ۵۳°۴۹′۱۱″ شمالی ۱۱۳°۴۵′۳۹″ غربی / ۵۳٫۸۱۹۷۲°شمالی ۱۱۳٫۷۶۰۸۳°غربی |
| ادمونتون                  | فرودگاه صحرایی ادمونتون/مورینویل (باند مایک)                           |                    | CMN6      |                                                                 | ۵۳°۵۰′۱۳″ شمالی ۱۱۳°۳۳′۴۸″ غربی / ۵۳٫۸۳۶۹۴°شمالی ۱۱۳٫۵۶۳۳۳°غربی |
| ادمونتون                  | سی‌اف‌بی ادمنتن (Edmonton/Namao Heliport)                                | CYED               |           | YED                                                             | ۵۳°۴۰′۰۵″ شمالی ۱۱۳°۲۸′۱۹″ غربی / ۵۳٫۶۶۸۰۶°شمالی ۱۱۳٫۴۷۱۹۴°غربی |
| ادمونتون                  | Edmonton/Sturgeon Community Hospital                                   |                    | CSA3      |                                                                 | ۵۳°۳۹′۱۶″ شمالی ۱۱۳°۳۷′۳۸″ غربی / ۵۳٫۶۵۴۴۴°شمالی ۱۱۳٫۶۲۷۲۲°غربی |
| ادمونتون                  | Edmonton/University of Alberta (Stollery Children's Hospital) Heliport |                    | CEW7      |                                                                 | ۵۳°۳۱′۱۴″ شمالی ۱۱۳°۳۱′۲۹″ غربی / ۵۳٫۵۲۰۵۶°شمالی ۱۱۳٫۵۲۴۷۲°غربی |
| Edra                      | فرودگاه ادرا                                                           |                    | CEV2      |                                                                 | ۵۷°۵۱′۰۰″ شمالی ۱۱۳°۱۵′۰۰″ غربی / ۵۷٫۸۵۰۰۰°شمالی ۱۱۳٫۲۵۰۰۰°غربی |
| Edson                     | فرودگاه ادسون                                                          | CYET               |           | YET                                                             | ۵۳°۳۴′۴۴″ شمالی ۱۱۶°۲۷′۵۴″ غربی / ۵۳٫۵۷۸۸۹°شمالی ۱۱۶٫۴۶۵۰۰°غربی |
| Elk Point                 | فرودگاه الک پوینت                                                      |                    | CEJ6      |                                                                 | ۵۳°۵۳′۳۵″ شمالی ۱۱۰°۴۶′۲۰″ غربی / ۵۳٫۸۹۳۰۶°شمالی ۱۱۰٫۷۷۲۲۲°غربی |
| Elk Point                 | Elk Point (Healthcare Centre) Heliport                                 |                    | CEP7      |                                                                 | ۵۳°۵۳′۵۴″ شمالی ۱۱۰°۵۴′۲۹″ غربی / ۵۳٫۸۹۸۳۳°شمالی ۱۱۰٫۹۰۸۰۶°غربی |
| Empress                   | فرودگاه امپرس                                                          | CYEA               |           |                                                                 | ۵۰°۵۶′۰۰″ شمالی ۱۱۰°۰۰′۴۷″ غربی / ۵۰٫۹۳۳۳۳°شمالی ۱۱۰٫۰۱۳۰۶°غربی |
| Empress                   | فرودگاه امپرس\مک‌نیل اسپکترا انرژی                                      |                    | CFL2      |                                                                 | ۵۰°۴۰′۵۷″ شمالی ۱۱۰°۰۲′۳۱″ غربی / ۵۰٫۶۸۲۵۰°شمالی ۱۱۰٫۰۴۱۹۴°غربی |
| Fairview                  | فرودگاه فیرویو                                                         |                    | CEB5      |                                                                 | ۵۶°۰۴′۵۳″ شمالی ۱۱۸°۲۶′۰۰″ غربی / ۵۶٫۰۸۱۳۹°شمالی ۱۱۸٫۴۳۳۳۳°غربی |
| Fontas                    | فرودگاه فونتاس                                                         |                    | CFK3      |                                                                 | ۵۷°۴۸′۰۰″ شمالی ۱۱۹°۲۷′۰۰″ غربی / ۵۷٫۸۰۰۰۰°شمالی ۱۱۹٫۴۵۰۰۰°غربی |
| Foremost                  | فرودگاه فورموست                                                        |                    | CFD4      |                                                                 | ۴۹°۲۸′۵۹″ شمالی ۱۱۱°۲۹′۴۰″ غربی / ۴۹٫۴۸۳۰۶°شمالی ۱۱۱٫۴۹۴۴۴°غربی |
| Forestburg                | فرودگاه فارستبرگ                                                       |                    | CEF6      |                                                                 | ۵۲°۳۴′۲۹″ شمالی ۱۱۲°۰۵′۰۳″ غربی / ۵۲٫۵۷۴۷۲°شمالی ۱۱۲٫۰۸۴۱۷°غربی |
| Fort Chipewyan            | فرودگاه فورت چیپواین                                                   | CYPY               |           | YPY                                                             | ۵۸°۴۶′۰۲″ شمالی ۱۱۱°۰۷′۰۲″ غربی / ۵۸٫۷۶۷۲۲°شمالی ۱۱۱٫۱۱۷۲۲°غربی |
| Fort MacKay               | فرودگا فورت مک‌کی/آلبیان                                                |                    | CAL4      |                                                                 | ۵۷°۱۳′۲۶″ شمالی ۱۱۱°۲۵′۰۸″ غربی / ۵۷٫۲۲۳۸۹°شمالی ۱۱۱٫۴۱۸۸۹°غربی |
| Fort MacKay               | فرودگاه فورت مک‌کی/فایربگ                                               |                    | CFG6      |                                                                 | ۵۷°۱۶′۳۳″ شمالی ۱۱۰°۵۸′۳۶″ غربی / ۵۷٫۲۷۵۸۳°شمالی ۱۱۰٫۹۷۶۶۷°غربی |
| Fort MacKay               | فرودگاه فورت مک‌کی/هورایزن                                              | CYNR               |           |                                                                 | ۵۷°۲۲′۵۴″ شمالی ۱۱۱°۴۲′۰۴″ غربی / ۵۷٫۳۸۱۶۷°شمالی ۱۱۱٫۷۰۱۱۱°غربی |
| Fort Macleod              | فرودگاه فورت مکلئود (آلکوک فارم)                                       |                    | CFM8      |                                                                 | ۴۹°۳۵′۰۰″ شمالی ۱۱۳°۱۸′۰۰″ غربی / ۴۹٫۵۸۳۳۳°شمالی ۱۱۳٫۳۰۰۰۰°غربی |
| Fort Macleod              | Fort Macleod (Hospital) Heliport                                       |                    | CFM9      |                                                                 | ۴۹°۴۳′۳۲″ شمالی ۱۱۳°۲۳′۳۲″ غربی / ۴۹٫۷۲۵۵۶°شمالی ۱۱۳٫۳۹۲۲۲°غربی |
| Fort Macleod              | فرودگاه فورت مکلئود                                                    |                    | CEY3      |                                                                 | ۴۹°۴۲′۰۰″ شمالی ۱۱۳°۲۵′۰۰″ غربی / ۴۹٫۷۰۰۰۰°شمالی ۱۱۳٫۴۱۶۶۷°غربی |
| فورت مک‌موری               | Fort McMurray Airport                                                  | CYMM               |           | YMM                                                             | ۵۶°۳۹′۱۲″ شمالی ۱۱۱°۱۳′۲۴″ غربی / ۵۶٫۶۵۳۳۳°شمالی ۱۱۱٫۲۲۳۳۳°غربی |
| فورت مک‌موری               | فرودگاه آبی فورت مک‌موری                                                |                    | CES7      |                                                                 | ۵۶°۴۴′۰۰″ شمالی ۱۱۱°۲۲′۰۰″ غربی / ۵۶٫۷۳۳۳۳°شمالی ۱۱۱٫۳۶۶۶۷°غربی |
| فورت مک‌موری               | Fort McMurray (Legend) Aerodrome                                       |                    | CLG7      |                                                                 | ۵۷°۱۱′۴۹″ شمالی ۱۱۲°۵۳′۴۴″ غربی / ۵۷٫۱۹۶۹۴°شمالی ۱۱۲٫۸۹۵۵۶°غربی |
| فورت مک‌موری               | فرودگاه فورت مک‌موری                                                    |                    | CER4      |                                                                 | ۵۷°۰۳′۲۰″ شمالی ۱۱۱°۳۴′۲۶″ غربی / ۵۷٫۰۵۵۵۶°شمالی ۱۱۱٫۵۷۳۸۹°غربی |
| فورت مک‌موری               | Fort McMurray (North Liege) Aerodrome                                  |                    | CNL2      |                                                                 | ۵۷°۰۸′۱۰″ شمالی ۱۱۳°۱۷′۲۳″ غربی / ۵۷٫۱۳۶۱۱°شمالی ۱۱۳٫۲۸۹۷۲°غربی |
| فورت مک‌موری               | Fort McMurray (South Liege) Aerodrome                                  |                    | CLS3      |                                                                 | ۵۶°۴۹′۴۶″ شمالی ۱۱۳°۰۵′۵۵″ غربی / ۵۶٫۸۲۹۴۴°شمالی ۱۱۳٫۰۹۸۶۱°غربی |
| فرت ساسکاچوان             | Fort Saskatchewan (General Hospital) Heliport                          |                    | CSV4      |                                                                 | ۵۳°۴۲′۱۳″ شمالی ۱۱۳°۱۳′۲۴″ غربی / ۵۳٫۷۰۳۶۱°شمالی ۱۱۳٫۲۲۳۳۳°غربی |
| Fort Vermilion            | فرودگاه فورت ورمیلیون                                                  |                    | CEZ4      |                                                                 | ۵۸°۲۴′۱۵″ شمالی ۱۱۵°۵۷′۰۳″ غربی / ۵۸٫۴۰۴۱۷°شمالی ۱۱۵٫۹۵۰۸۳°غربی |
| Fort Vermilion            | Fort Vermilion/Country Gardens B&B Heliport                            |                    | CKV9      |                                                                 | ۵۸°۲۱′۰۲″ شمالی ۱۱۵°۵۶′۵۷″ غربی / ۵۸٫۳۵۰۵۶°شمالی ۱۱۵٫۹۴۹۱۷°غربی |
| Fox Creek                 | فرودگاه فاکس کریک                                                      |                    | CED4      |                                                                 | ۵۴°۲۲′۴۸″ شمالی ۱۱۶°۴۵′۵۹″ غربی / ۵۴٫۳۸۰۰۰°شمالی ۱۱۶٫۷۶۶۳۹°غربی |
| Fox Creek                 | فرودگاه فاکس لیک                                                       |                    | CEC3      |                                                                 | ۵۸°۲۸′۲۴″ شمالی ۱۱۴°۳۲′۳۴″ غربی / ۵۸٫۴۷۳۳۳°شمالی ۱۱۴٫۵۴۲۷۸°غربی |
| Garden River              | فرودگاه گاردن ریور                                                     |                    | CFU4      |                                                                 | ۵۸°۴۲′۵۰″ شمالی ۱۱۳°۵۲′۳۴″ غربی / ۵۸٫۷۱۳۸۹°شمالی ۱۱۳٫۸۷۶۱۱°غربی |
| Glendon                   | فرودگاه گلندن                                                          |                    | CFP5      |                                                                 | ۵۴°۱۶′۱۵″ شمالی ۱۱۱°۰۴′۰۰″ غربی / ۵۴٫۲۷۰۸۳°شمالی ۱۱۱٫۰۶۶۶۷°غربی |
| Gordon Lake               | فرودگاه گردن لیک                                                       |                    | CFW2      |                                                                 | ۵۶°۳۷′۰۰″ شمالی ۱۱۰°۳۰′۰۰″ غربی / ۵۶٫۶۱۶۶۷°شمالی ۱۱۰٫۵۰۰۰۰°غربی |
| Grande Cache              | فرودگاه گرنده کش                                                       |                    | CEQ5      |                                                                 | ۵۳°۵۵′۰۱″ شمالی ۱۱۸°۵۲′۲۷″ غربی / ۵۳٫۹۱۶۹۴°شمالی ۱۱۸٫۸۷۴۱۷°غربی |
| گرند پریری                | Grande Prairie (Forestry) Heliport                                     |                    | CEZ9      |                                                                 | ۵۵°۰۹′۱۳″ شمالی ۱۱۸°۴۹′۲۴″ غربی / ۵۵٫۱۵۳۶۱°شمالی ۱۱۸٫۸۲۳۳۳°غربی |
| گرند پریری                | فرودگاه گرنده پریری                                                    | CYQU               |           | YQU                                                             | ۵۵°۱۰′۴۷″ شمالی ۱۱۸°۵۳′۰۶″ غربی / ۵۵٫۱۷۹۷۲°شمالی ۱۱۸٫۸۸۵۰۰°غربی |
| گرند پریری                | Grande Prairie (Queen Elizabeth II Hospital) Heliport                  |                    | CGP2      |                                                                 | ۵۵°۱۰′۳۴″ شمالی ۱۱۸°۴۷′۱۶″ غربی / ۵۵٫۱۷۶۱۱°شمالی ۱۱۸٫۷۸۷۷۸°غربی |
| Grande                    | فرودگاه گرانده                                                         |                    | CFA5      |                                                                 | ۵۶°۱۸′۰۰″ شمالی ۱۱۲°۱۴′۰۰″ غربی / ۵۶٫۳۰۰۰۰°شمالی ۱۱۲٫۲۳۳۳۳°غربی |
| Grimshaw                  | فرودگاه گریم شاو                                                       |                    | CFD5      |                                                                 | ۵۶°۱۱′۴۶″ شمالی ۱۱۷°۳۷′۳۱″ غربی / ۵۶٫۱۹۶۱۱°شمالی ۱۱۷٫۶۲۵۲۸°غربی |
| Half Moon Lake            | محله هوایی ادمونتون/توئین آیلند                                        |                    | CEE6      |                                                                 | ۵۳°۲۸′۱۶″ شمالی ۱۱۳°۰۹′۱۶″ غربی / ۵۳٫۴۷۱۱۱°شمالی ۱۱۳٫۱۵۴۴۴°غربی |
| Hamburg (oil field)       | فرودگاه استافسبرگ هامار                                                |                    | CFM5      |                                                                 | ۵۷°۲۱′۲۱″ شمالی ۱۱۹°۴۵′۵۵″ غربی / ۵۷٫۳۵۵۸۳°شمالی ۱۱۹٫۷۶۵۲۸°غربی |
| Hanna                     | Hanna (District Ambulance) Heliport                                    |                    | CHD3      |                                                                 | ۵۱°۳۹′۰۳″ شمالی ۱۱۱°۵۵′۴۳″ غربی / ۵۱٫۶۵۰۸۳°شمالی ۱۱۱٫۹۲۸۶۱°غربی |
| Hanna                     | فرودگاه هنا                                                            |                    | CEL4      |                                                                 | ۵۱°۳۷′۵۳″ شمالی ۱۱۱°۵۴′۱۵″ غربی / ۵۱٫۶۳۱۳۹°شمالی ۱۱۱٫۹۰۴۱۷°غربی |
| Hardisty                  | فرودگاه هاردیستی                                                       |                    | CEA5      |                                                                 | ۵۲°۳۸′۴۹″ شمالی ۱۱۱°۲۳′۰۳″ غربی / ۵۲٫۶۴۶۹۴°شمالی ۱۱۱٫۳۸۴۱۷°غربی |
| Hardisty                  | Hardisty (Health Centre) Heliport                                      |                    | CHD2      |                                                                 | ۵۲°۴۰′۰۸″ شمالی ۱۱۱°۱۸′۲۵″ غربی / ۵۲٫۶۶۸۸۹°شمالی ۱۱۱٫۳۰۶۹۴°غربی |
| Hespero                   | فرودگاه هسپرو                                                          |                    | CFB3      |                                                                 | ۵۲°۱۸′۰۰″ شمالی ۱۱۴°۲۷′۴۹″ غربی / ۵۲٫۳۰۰۰۰°شمالی ۱۱۴٫۴۶۳۶۱°غربی |
| High Level                | فرودگاه‌های لول                                                         | CYOJ               |           | YOJ                                                             | ۵۸°۳۷′۱۷″ شمالی ۱۱۷°۰۹′۵۳″ غربی / ۵۸٫۶۲۱۳۹°شمالی ۱۱۷٫۱۶۴۷۲°غربی |
| High Level                | فرودگاه آبی‌های لول/فوتنر لیک                                           |                    | CEK7      |                                                                 | ۵۸°۳۷′۰۰″ شمالی ۱۱۷°۱۱′۰۰″ غربی / ۵۸٫۶۱۶۶۷°شمالی ۱۱۷٫۱۸۳۳۳°غربی |
| High Prairie              | فرودگاه های پریری                                                      | CZHP               |           |                                                                 | ۵۵°۲۳′۳۷″ شمالی ۱۱۶°۲۸′۳۱″ غربی / ۵۵٫۳۹۳۶۱°شمالی ۱۱۶٫۴۷۵۲۸°غربی |
| High River                | High River (Hospital) Heliport                                         |                    | CHR2      |                                                                 | ۵۰°۳۴′۳۴″ شمالی ۱۱۳°۵۲′۴۶″ غربی / ۵۰٫۵۷۶۱۱°شمالی ۱۱۳٫۸۷۹۴۴°غربی |
| High River                | فرودگاه‌های ریور                                                        |                    | CEN4      |                                                                 | ۵۰°۳۲′۰۰″ شمالی ۱۱۳°۵۰′۰۰″ غربی / ۵۰٫۵۳۳۳۳°شمالی ۱۱۳٫۸۳۳۳۳°غربی |
| Hinton                    | فرودگاه هینتن/اینترنس                                                  |                    | CEE4      |                                                                 | ۵۳°۲۲′۵۳″ شمالی ۱۱۷°۴۲′۰۴″ غربی / ۵۳٫۳۸۱۳۹°شمالی ۱۱۷٫۷۰۱۱۱°غربی |
| Hinton                    | فرودگاه هینتن/جاسپر-هینتن                                              |                    | CEC4      |                                                                 | ۵۳°۱۹′۰۹″ شمالی ۱۱۷°۴۵′۱۱″ غربی / ۵۳٫۳۱۹۱۷°شمالی ۱۱۷٫۷۵۳۰۶°غربی |
| Indus                     | محله هوایی ایندوس/وینترسه                                              |                    | CFY4      |                                                                 | ۵۰°۵۴′۰۰″ شمالی ۱۱۳°۴۷′۰۰″ غربی / ۵۰٫۹۰۰۰۰°شمالی ۱۱۳٫۷۸۳۳۳°غربی |
| Innisfail                 | فرودگاه اینیسفیل                                                       |                    | CEM4      |                                                                 | ۵۲°۰۴′۴۳″ شمالی ۱۱۴°۰۱′۳۹″ غربی / ۵۲٫۰۷۸۶۱°شمالی ۱۱۴٫۰۲۷۵۰°غربی |
| Innisfail                 | Innisfail Heliport (Big Bend Airport)                                  |                    | CSF2      |                                                                 | ۵۲°۰۱′۱۰″ شمالی ۱۱۳°۵۷′۱۳″ غربی / ۵۲٫۰۱۹۴۴°شمالی ۱۱۳٫۹۵۳۶۱°غربی |
| Irma                      | فرودگاه ایرما                                                          |                    | CFU8      |                                                                 | ۵۲°۵۴′۴۴″ شمالی ۱۱۱°۱۰′۲۶″ غربی / ۵۲٫۹۱۲۲۲°شمالی ۱۱۱٫۱۷۳۸۹°غربی |
| Janvier                   | فرودگاه ژانویه                                                         |                    | CEP5      |                                                                 | ۵۵°۵۴′۰۰″ شمالی ۱۱۰°۴۴′۰۰″ غربی / ۵۵٫۹۰۰۰۰°شمالی ۱۱۰٫۷۳۳۳۳°غربی |
| جاسپر (آلبرتا)            | فرودگاه یشم                                                            | CYJA               |           | YJA                                                             | ۵۲°۵۹′۴۸″ شمالی ۱۱۸°۰۳′۳۴″ غربی / ۵۲٫۹۹۶۶۷°شمالی ۱۱۸٫۰۵۹۴۴°غربی |
| Jean Lake                 | فرودگاه جین لیک                                                        |                    | CFF3      |                                                                 | ۵۷°۲۹′۰۰″ شمالی ۱۱۳°۵۳′۰۰″ غربی / ۵۷٫۴۸۳۳۳°شمالی ۱۱۳٫۸۸۳۳۳°غربی |
| John D'Or Prairie         | فرودگاه جان دور پریری                                                  |                    | CFG5      |                                                                 | ۵۸°۲۹′۲۹″ شمالی ۱۱۵°۰۸′۱۸″ غربی / ۵۸٫۴۹۱۳۹°شمالی ۱۱۵٫۱۳۸۳۳°غربی |
| Johnson Lake              | فرودگاه جانسن لیک                                                      |                    | CFL9      |                                                                 | ۵۷°۳۴′۰۰″ شمالی ۱۱۰°۱۹′۰۰″ غربی / ۵۷٫۵۶۶۶۷°شمالی ۱۱۰٫۳۱۶۶۷°غربی |
| Josephburg                | فرودگاه ادمونتون                                                       |                    | CFB6      |                                                                 | ۵۳°۴۳′۴۱″ شمالی ۱۱۳°۰۵′۱۴″ غربی / ۵۳٫۷۲۸۰۶°شمالی ۱۱۳٫۰۸۷۲۲°غربی |
| Kananaskis                | Kananaskis/Nakoda Heliport                                             |                    | CKN7      |                                                                 | ۵۱°۰۶′۱۲″ شمالی ۱۱۵°۰۰′۴۴″ غربی / ۵۱٫۱۰۳۳۳°شمالی ۱۱۵٫۰۱۲۲۲°غربی |
| Kananaskis Village        | Kananaskis Village Helistop Heliport                                   |                    | CFE7      |                                                                 | ۵۰°۵۵′۲۲″ شمالی ۱۱۵°۰۸′۳۷″ غربی / ۵۰٫۹۲۲۷۸°شمالی ۱۱۵٫۱۴۳۶۱°غربی |
| Killam                    | فرودگاه کیلام-سدگویک                                                   |                    | CEK6      |                                                                 | ۵۲°۴۸′۰۰″ شمالی ۱۱۱°۴۶′۰۰″ غربی / ۵۲٫۸۰۰۰۰°شمالی ۱۱۱٫۷۶۶۶۷°غربی |
| Killam                    | Killam (Health Centre) Heliport                                        |                    | CKH5      |                                                                 | ۵۲°۴۷′۱۵″ شمالی ۱۱۱°۵۱′۳۵″ غربی / ۵۲٫۷۸۷۵۰°شمالی ۱۱۱٫۸۵۹۷۲°غربی |
| Kirby Lake                | فرودگاه دریاچه کیربی                                                   |                    | CRL4      |                                                                 | ۵۵°۲۱′۲۰″ شمالی ۱۱۰°۳۸′۱۵″ غربی / ۵۵٫۳۵۵۵۶°شمالی ۱۱۰٫۶۳۷۵۰°غربی |
| La Crête                  | فرودگاه لا کرت                                                         |                    | CFN5      |                                                                 | ۵۸°۱۰′۰۰″ شمالی ۱۱۶°۲۰′۰۰″ غربی / ۵۸٫۱۶۶۶۷°شمالی ۱۱۶٫۳۳۳۳۳°غربی |
| Lac La Biche              | فرودگاه لک لا بیچ                                                      | CYLB               |           | YLB                                                             | ۵۴°۴۶′۱۳″ شمالی ۱۱۲°۰۱′۵۴″ غربی / ۵۴٫۷۷۰۲۸°شمالی ۱۱۲٫۰۳۱۶۷°غربی |
| لکومب                     | فرودگاه لاکمب                                                          |                    | CEG3      |                                                                 | ۵۲°۲۹′۱۸″ شمالی ۱۱۳°۴۲′۴۴″ غربی / ۵۲٫۴۸۸۳۳°شمالی ۱۱۳٫۷۱۲۲۲°غربی |
| لکومب                     | Lacombe (Mustang Helicopters) Heliport                                 |                    | CMH3      |                                                                 | ۵۲°۲۲′۴۴″ شمالی ۱۱۳°۴۹′۲۱″ غربی / ۵۲٫۳۷۸۸۹°شمالی ۱۱۳٫۸۲۲۵۰°غربی |
| Lamont                    | Lamont (Health Care Centre) Heliport                                   |                    | CLM4      |                                                                 | ۵۳°۴۵′۴۹″ شمالی ۱۱۲°۴۵′۱۵″ غربی / ۵۳٫۷۶۳۶۱°شمالی ۱۱۲٫۷۵۴۱۷°غربی |
| لودوک                     | Edmonton/Leduc Heliport                                                |                    | CLD2      |                                                                 | ۵۳°۱۵′۱۱″ شمالی ۱۱۳°۳۲′۳۴″ غربی / ۵۳٫۲۵۳۰۶°شمالی ۱۱۳٫۵۴۲۷۸°غربی |
| لث‌بریج                    | Lethbridge (Regional Hospital) Heliport                                |                    | CLH4      |                                                                 | ۴۹°۴۱′۰۹″ شمالی ۱۱۲°۴۸′۵۶″ غربی / ۴۹٫۶۸۵۸۳°شمالی ۱۱۲٫۸۱۵۵۶°غربی |
| لث‌بریج                    | فرودگاه شهری لزبریج (Lethbridge Airport)                               | CYQL               |           | YQL                                                             | ۴۹°۳۷′۴۹″ شمالی ۱۱۲°۴۷′۵۹″ غربی / ۴۹٫۶۳۰۲۸°شمالی ۱۱۲٫۷۹۹۷۲°غربی |
| لث‌بریج                    | فرودگاه لزبریج/اندرسون                                                 |                    | CLA5      |                                                                 | ۴۹°۳۹′۲۵″ شمالی ۱۱۲°۴۶′۲۲″ غربی / ۴۹٫۶۵۶۹۴°شمالی ۱۱۲٫۷۷۲۷۸°غربی |
| لث‌بریج                    | Lethbridge (J3 Airfield) Aerodrome                                     |                    | CLJ3      |                                                                 | ۴۹°۴۴′۳۰″ شمالی ۱۱۲°۴۴′۱۸″ غربی / ۴۹٫۷۴۱۶۷°شمالی ۱۱۲٫۷۳۸۳۳°غربی |
| لث‌بریج                    | فرودگاه لدزبریج (مرکر فیلد)                                            |                    | CMF3      |                                                                 | ۴۹°۳۳′۱۷″ شمالی ۱۱۲°۳۳′۴۹″ غربی / ۴۹٫۵۵۴۷۲°شمالی ۱۱۲٫۵۶۳۶۱°غربی |
| Liege                     | فرودگاه لیژ/سی‌ان‌آرال                                                   |                    | CLG3      |                                                                 | ۵۷°۰۰′۰۷″ شمالی ۱۱۳°۱۱′۳۸″ غربی / ۵۷٫۰۰۱۹۴°شمالی ۱۱۳٫۱۹۳۸۹°غربی |
| لویدمینستر                | فرودگاه لویدمینستر                                                     | CYLL               |           | YLL                                                             | ۵۳°۱۸′۳۳″ شمالی ۱۱۰°۰۴′۲۱″ غربی / ۵۳٫۳۰۹۱۷°شمالی ۱۱۰٫۰۷۲۵۰°غربی |
| Loon River                | فرودگاه روزدخانه لوون                                                  |                    | CFS6      |                                                                 | ۵۷°۰۸′۳۱″ شمالی ۱۱۵°۰۴′۳۱″ غربی / ۵۷٫۱۴۱۹۴°شمالی ۱۱۵٫۰۷۵۲۸°غربی |
| Manning                   | فرودگاه ماننینگ                                                        |                    | CFX4      |                                                                 | ۵۶°۵۷′۰۳″ شمالی ۱۱۷°۳۸′۳۹″ غربی / ۵۶٫۹۵۰۸۳°شمالی ۱۱۷٫۶۴۴۱۷°غربی |
| Marek Farms               | فرودگاه مارک فارمز                                                     |                    | CFF9      |                                                                 | ۵۳°۰۱′۵۳″ شمالی ۱۱۲°۴۶′۴۰″ غربی / ۵۳٫۰۳۱۳۹°شمالی ۱۱۲٫۷۷۷۷۸°غربی |
| Margaret Lake             | فرودگاه مارگارت لیک                                                    |                    | CFV6      |                                                                 | ۵۸°۵۷′۰۰″ شمالی ۱۱۵°۱۵′۰۰″ غربی / ۵۸٫۹۵۰۰۰°شمالی ۱۱۵٫۲۵۰۰۰°غربی |
| Markerville               | Markerville/Safron Farms Aerodrome                                     |                    | CSF5      |                                                                 | ۵۲°۱۱′۵۷″ شمالی ۱۱۴°۱۴′۱۵″ غربی / ۵۲٫۱۹۹۱۷°شمالی ۱۱۴٫۲۳۷۵۰°غربی |
| Mayerthorpe               | Mayerthorpe (Healthcare Centre) Heliport                               |                    | CMC3      |                                                                 | ۵۳°۵۶′۵۴″ شمالی ۱۱۵°۰۷′۵۴″ غربی / ۵۳٫۹۴۸۳۳°شمالی ۱۱۵٫۱۳۱۶۷°غربی |
| Mayerthorpe               | فرودگاه مایرتورپ                                                       |                    | CEV5      |                                                                 | ۵۳°۵۶′۱۵″ شمالی ۱۱۵°۱۰′۴۴″ غربی / ۵۳٫۹۳۷۵۰°شمالی ۱۱۵٫۱۷۸۸۹°غربی |
| مدیسین هت                 | فرودگاه مدسین هت                                                       | CYXH               |           | YXH                                                             | ۵۰°۰۱′۰۸″ شمالی ۱۱۰°۴۳′۱۵″ غربی / ۵۰٫۰۱۸۸۹°شمالی ۱۱۰٫۷۲۰۸۳°غربی |
| مدیسین هت                 | فرودگاه مدسین هت/اشلنکر                                                |                    | CFZ3      |                                                                 | ۴۹°۵۸′۲۰″ شمالی ۱۱۰°۴۳′۲۵″ غربی / ۴۹٫۹۷۲۲۲°شمالی ۱۱۰٫۷۲۳۶۱°غربی |
| Milk River                | فرودگاه میلک ریور                                                      |                    | CEW5      |                                                                 | ۴۹°۰۸′۰۰″ شمالی ۱۱۲°۰۳′۰۰″ غربی / ۴۹٫۱۳۳۳۳°شمالی ۱۱۲٫۰۵۰۰۰°غربی |
| Millet                    | Millet/Creekview Aerodrome                                             |                    | CRK2      |                                                                 | ۵۳°۰۴′۴۴″ شمالی ۱۱۳°۳۰′۳۴″ غربی / ۵۳٫۰۷۸۸۹°شمالی ۱۱۳٫۵۰۹۴۴°غربی |
| فرودگاه موبیل بیچو        | فرودگاه موبیل بیچو                                                     |                    | CFV3      |                                                                 | ۵۹°۲۹′۰۰″ شمالی ۱۱۹°۰۱′۰۰″ غربی / ۵۹٫۴۸۳۳۳°شمالی ۱۱۹٫۰۱۶۶۷°غربی |
| Muskeg Tower              | فرودگاه ماسکگ تاور                                                     |                    | CFW4      |                                                                 | ۵۷°۰۸′۱۵″ شمالی ۱۱۰°۵۳′۳۳″ غربی / ۵۷٫۱۳۷۵۰°شمالی ۱۱۰٫۸۹۲۵۰°غربی |
| Nampa                     | پایگاه هوایی نامپا/هاکی                                                |                    | CNP6      |                                                                 | ۵۵°۵۴′۵۲″ شمالی ۱۱۷°۰۸′۰۷″ غربی / ۵۵٫۹۱۴۴۴°شمالی ۱۱۷٫۱۳۵۲۸°غربی |
| Namur Lake                | فرودگاه نامور لیک                                                      |                    | CFB5      |                                                                 | ۵۷°۲۳′۰۰″ شمالی ۱۱۲°۴۸′۰۰″ غربی / ۵۷٫۳۸۳۳۳°شمالی ۱۱۲٫۸۰۰۰۰°غربی |
| Nordegg                   | Nordegg/Ahlstrom Heliport                                              |                    | CEG6      |                                                                 | ۵۲°۲۹′۲۳″ شمالی ۱۱۶°۰۳′۰۸″ غربی / ۵۲٫۴۸۹۷۲°شمالی ۱۱۶٫۰۵۲۲۲°غربی |
| Okotoks                   | فرودگاه صحرایی کالگاری/چریستینسن                                       |                    | CRS3      |                                                                 | ۵۰°۴۷′۵۸″ شمالی ۱۱۴°۰۳′۰۴″ غربی / ۵۰٫۷۹۹۴۴°شمالی ۱۱۴٫۰۵۱۱۱°غربی |
| Okotoks                   | منطقه هوایی کالگاری/اوکوتوکس                                           |                    | CRF4      |                                                                 | ۵۰°۴۵′۵۳″ شمالی ۱۱۳°۵۷′۲۹″ غربی / ۵۰٫۷۶۴۷۲°شمالی ۱۱۳٫۹۵۸۰۶°غربی |
| Okotoks                   | محله هوایی کالگاری/اوکوتوکس                                            |                    | CFX2      |                                                                 | ۵۰°۴۴′۰۷″ شمالی ۱۱۳°۵۶′۰۵″ غربی / ۵۰٫۷۳۵۲۸°شمالی ۱۱۳٫۹۳۴۷۲°غربی |
| Olds، Didsbury            | فرودگاه اولدس-دیدسبوری                                                 |                    | CEA3      |                                                                 | ۵۱°۴۲′۴۰″ شمالی ۱۱۴°۰۶′۲۲″ غربی / ۵۱٫۷۱۱۱۱°شمالی ۱۱۴٫۱۰۶۱۱°غربی |
| Olds                      | Olds (Hospital) Heliport                                               |                    | CFU9      |                                                                 | ۵۱°۴۸′۰۸″ شمالی ۱۱۴°۰۷′۰۱″ غربی / ۵۱٫۸۰۲۲۲°شمالی ۱۱۴٫۱۱۶۹۴°غربی |
| Olds                      | فرودگاه اولدز                                                          |                    | CFK6      |                                                                 | ۵۱°۵۱′۰۰″ شمالی ۱۱۴°۰۴′۰۰″ غربی / ۵۱٫۸۵۰۰۰°شمالی ۱۱۴٫۰۶۶۶۷°غربی |
| Olds                      | Olds/North 40 Ranch Aerodrome                                          |                    | CTY4      |                                                                 | ۵۱°۵۳′۵۹″ شمالی ۱۱۴°۰۸′۵۲″ غربی / ۵۱٫۸۹۹۷۲°شمالی ۱۱۴٫۱۴۷۷۸°غربی |
| Oyen                      | فرودگاه شهری اوین                                                      |                    | CED3      |                                                                 | ۵۱°۲۰′۰۳″ شمالی ۱۱۰°۲۹′۲۹″ غربی / ۵۱٫۳۳۴۱۷°شمالی ۱۱۰٫۴۹۱۳۹°غربی |
| Paramount Bistcho         | فرودگاه پارامونت بیسچو                                                 |                    | CPB8      |                                                                 | ۵۹°۳۸′۱۸″ شمالی ۱۱۸°۱۹′۵۹″ غربی / ۵۹٫۶۳۸۳۳°شمالی ۱۱۸٫۳۳۳۰۶°غربی |
| Peace River               | فرودگاه پیس ریور                                                       | CYPE               |           | YPE                                                             | ۵۶°۱۳′۳۷″ شمالی ۱۱۷°۲۶′۵۰″ غربی / ۵۶٫۲۲۶۹۴°شمالی ۱۱۷٫۴۴۷۲۲°غربی |
| Pincher Creek             | Pincher Creek (Hospital) Heliport                                      |                    | CPR8      |                                                                 | ۴۹°۲۹′۳۳″ شمالی ۱۱۳°۵۶′۵۰″ غربی / ۴۹٫۴۹۲۵۰°شمالی ۱۱۳٫۹۴۷۲۲°غربی |
| Pincher Creek             | فرودگاه پینچر کریک                                                     | CZPC               |           |                                                                 | ۴۹°۳۱′۱۴″ شمالی ۱۱۳°۵۹′۵۰″ غربی / ۴۹٫۵۲۰۵۶°شمالی ۱۱۳٫۹۹۷۲۲°غربی |
| Ponoka                    | Ponoka (Hospital & Care Centre) Heliport                               |                    | CHC4      |                                                                 | ۵۲°۴۱′۰۷″ شمالی ۱۱۳°۳۵′۲۲″ غربی / ۵۲٫۶۸۵۲۸°شمالی ۱۱۳٫۵۸۹۴۴°غربی |
| Ponoka                    | فرودگاه صنعتی پونوکا                                                   |                    | CEH3      |                                                                 | ۵۲°۳۹′۰۷″ شمالی ۱۱۳°۳۶′۱۶″ غربی / ۵۲٫۶۵۱۹۴°شمالی ۱۱۳٫۶۰۴۴۴°غربی |
| Provost                   | فرودگاه پرووست                                                         |                    | CEH6      |                                                                 | ۵۲°۲۰′۱۷″ شمالی ۱۱۰°۱۶′۴۴″ غربی / ۵۲٫۳۳۸۰۶°شمالی ۱۱۰٫۲۷۸۸۹°غربی |
| Rainbow Lake              | فرودگاه راینبوو لیک                                                    | CYOP               |           | YOP                                                             | ۵۸°۲۹′۲۹″ شمالی ۱۱۹°۲۴′۲۸″ غربی / ۵۸٫۴۹۱۳۹°شمالی ۱۱۹٫۴۰۷۷۸°غربی |
| رد دیر                    | فرودگاه محلی رد دیر                                                    | CYQF               |           | YQF                                                             | ۵۲°۱۰′۵۶″ شمالی ۱۱۳°۵۳′۴۰″ غربی / ۵۲٫۱۸۲۲۲°شمالی ۱۱۳٫۸۹۴۴۴°غربی |
| رد دیر                    | Red Deer Regional Hospital Centre Heliport                             |                    | CRD3      |                                                                 | ۵۲°۱۵′۴۳″ شمالی ۱۱۳°۴۸′۵۷″ غربی / ۵۲٫۲۶۱۹۴°شمالی ۱۱۳٫۸۱۵۸۳°غربی |
| رد دیر                    | فردودگاه تکبانده رد دیر/سوث ۴۰                                         |                    | CRD4      |                                                                 | ۵۲°۱۵′۴۳″ شمالی ۱۱۳°۵۷′۰۵″ غربی / ۵۲٫۲۶۱۹۴°شمالی ۱۱۳٫۹۵۱۳۹°غربی |
| رد دیر                    | Red Deer/Truant Aerodrome                                              |                    | CRD5      |                                                                 | ۵۲°۱۷′۱۹″ شمالی ۱۱۳°۵۴′۴۲″ غربی / ۵۲٫۲۸۸۶۱°شمالی ۱۱۳٫۹۱۱۶۷°غربی |
| رد دیر                    | Red Deer/Truant South Aerodrome                                        |                    | CRD6      |                                                                 | ۵۲°۱۶′۴۰″ شمالی ۱۱۳°۵۴′۵۵″ غربی / ۵۲٫۲۷۷۷۸°شمالی ۱۱۳٫۹۱۵۲۸°غربی |
| Red Earth Creek           | فرودگاه رد ارث کریک                                                    |                    | CEH5      |                                                                 | ۵۶°۳۲′۴۷″ شمالی ۱۱۵°۱۶′۲۷″ غربی / ۵۶٫۵۴۶۳۹°شمالی ۱۱۵٫۲۷۴۱۷°غربی |
| Redwater                  | Redwater (Heliworks) Heliport                                          |                    | CRW2      |                                                                 | ۵۳°۵۵′۰۹″ شمالی ۱۱۳°۰۶′۱۵″ غربی / ۵۳٫۹۱۹۱۷°شمالی ۱۱۳٫۱۰۴۱۷°غربی |
| Rimbey                    | Rimbey (Hospital & Care Centre) Heliport                               |                    | CRH5      |                                                                 | ۵۲°۳۸′۲۶″ شمالی ۱۱۴°۱۴′۵۲″ غربی / ۵۲٫۶۴۰۵۶°شمالی ۱۱۴٫۲۴۷۷۸°غربی |
| Rimbey                    | فرودگاه ریمبی                                                          |                    | CFC7      |                                                                 | ۵۲°۴۰′۵۵″ شمالی ۱۱۴°۱۴′۱۵″ غربی / ۵۲٫۶۸۱۹۴°شمالی ۱۱۴٫۲۳۷۵۰°غربی |
| Rocky Mountain House      | Rocky Mountain House (General Hospital) Heliport                       |                    | CEU4      |                                                                 | ۵۲°۲۲′۴۳″ شمالی ۱۱۴°۵۵′۱۲″ غربی / ۵۲٫۳۷۸۶۱°شمالی ۱۱۴٫۹۲۰۰۰°غربی |
| Rocky Mountain House      | فرودگاه راکی مانتین هاوس                                               | CYRM               |           | YRM                                                             | ۵۲°۲۵′۴۷″ شمالی ۱۱۴°۵۴′۱۵″ غربی / ۵۲٫۴۲۹۷۲°شمالی ۱۱۴٫۹۰۴۱۷°غربی |
| Rockyford                 | فرودگاه راکفورد                                                        |                    | CFC6      |                                                                 | ۵۱°۱۶′۰۰″ شمالی ۱۱۳°۰۷′۰۰″ غربی / ۵۱٫۲۶۶۶۷°شمالی ۱۱۳٫۱۱۶۶۷°غربی |
| Shunda                    | Shunda (Fire Base) Heliport                                            |                    | CDA7      |                                                                 | ۵۲°۲۹′۲۶″ شمالی ۱۱۵°۴۵′۳۱″ غربی / ۵۲٫۴۹۰۵۶°شمالی ۱۱۵٫۷۵۸۶۱°غربی |
| Slave Lake                | فرودگاه اسلیو لیک                                                      | CYZH               |           | YZH                                                             | ۵۵°۱۷′۳۵″ شمالی ۱۱۴°۴۶′۳۸″ غربی / ۵۵٫۲۹۳۰۶°شمالی ۱۱۴٫۷۷۷۲۲°غربی |
| Slave Lake                | Slave Lake/Slave Lake Helicopters Heliport                             |                    | CSL6      |                                                                 | ۵۵°۱۷′۳۶″ شمالی ۱۱۴°۴۶′۵۳″ غربی / ۵۵٫۲۹۳۳۳°شمالی ۱۱۴٫۷۸۱۳۹°غربی |
| Smoky Lake                | Smokey Lake (George McDougall Health Centre) Heliport                  |                    | CGM2      |                                                                 | ۵۴°۰۷′۱۹″ شمالی ۱۱۲°۵۷′۵۸″ غربی / ۵۴٫۱۲۱۹۴°شمالی ۱۱۲٫۹۶۶۱۱°غربی |
| South Cooking Lake        | فرودگاه ادمونتون/کوکینگ لیک                                            |                    | CEZ3      |                                                                 | ۵۳°۲۵′۳۹″ شمالی ۱۱۳°۰۶′۵۷″ غربی / ۵۳٫۴۲۷۵۰°شمالی ۱۱۳٫۱۱۵۸۳°غربی |
| South Cooking Lake        | فرودگاه آبی دریاچه کوکینگ/ادمونتون                                     |                    | CEE7      |                                                                 | ۵۳°۲۶′۰۰″ شمالی ۱۱۳°۰۷′۰۰″ غربی / ۵۳٫۴۳۳۳۳°شمالی ۱۱۳٫۱۱۶۶۷°غربی |
| Spirit River              | فرودگاه اسپریت ریور                                                    |                    | CFS5      |                                                                 | ۵۵°۴۷′۰۱″ شمالی ۱۱۸°۵۰′۲۳″ غربی / ۵۵٫۷۸۳۶۱°شمالی ۱۱۸٫۸۳۹۷۲°غربی |
| سنت آلبرت                 | Edmonton/St. Albert Heliport                                           |                    | CES3      |                                                                 | ۵۳°۴۱′۱۵″ شمالی ۱۱۳°۴۱′۱۴″ غربی / ۵۳٫۶۸۷۵۰°شمالی ۱۱۳٫۶۸۷۲۲°غربی |
| St. Lina                  | فرودگاه سنت لینا                                                       |                    | CSL4      |                                                                 | ۵۴°۱۸′۰۵″ شمالی ۱۱۱°۲۹′۵۲″ غربی / ۵۴٫۳۰۱۳۹°شمالی ۱۱۱٫۴۹۷۷۸°غربی |
| St. Paul                  | St. Paul (Health Care Centre) Heliport                                 |                    | CTP5      |                                                                 | ۵۳°۵۹′۱۷″ شمالی ۱۱۱°۱۷′۲۶″ غربی / ۵۳٫۹۸۸۰۶°شمالی ۱۱۱٫۲۹۰۵۶°غربی |
| St. Paul                  | فرودگاه پولس                                                           |                    | CEW3      | ZSP                                                             | ۵۳°۵۹′۳۶″ شمالی ۱۱۱°۲۲′۴۹″ غربی / ۵۳٫۹۹۳۳۳°شمالی ۱۱۱٫۳۸۰۲۸°غربی |
| Steen River               | فرودگاه رود استین                                                      |                    | CFB7      |                                                                 | ۵۹°۳۸′۰۰″ شمالی ۱۱۷°۱۰′۰۰″ غربی / ۵۹٫۶۳۳۳۳°شمالی ۱۱۷٫۱۶۶۶۷°غربی |
| Stettler                  | Stettler (Health Centre) Heliport                                      |                    | CLH2      |                                                                 | ۵۲°۱۹′۲۴″ شمالی ۱۱۲°۴۳′۳۱″ غربی / ۵۲٫۳۲۳۳۳°شمالی ۱۱۲٫۷۲۵۲۸°غربی |
| Stettler                  | فرودگاه استتلر                                                         |                    | CEJ3      |                                                                 | ۵۲°۱۸′۳۶″ شمالی ۱۱۲°۴۵′۱۴″ غربی / ۵۲٫۳۱۰۰۰°شمالی ۱۱۲٫۷۵۳۸۹°غربی |
| Stony Plain               | فرودگاه استونی پلین (لیچتنر فارمز)                                     |                    | CSP3      |                                                                 | ۵۳°۳۲′۱۵″ شمالی ۱۱۴°۰۴′۰۶″ غربی / ۵۳٫۵۳۷۵۰°شمالی ۱۱۴٫۰۶۸۳۳°غربی |
| Stony Plain               | Stony Plain (Westview Health Centre) Heliport                          |                    | CSP2      |                                                                 | ۵۳°۳۲′۱۷″ شمالی ۱۱۳°۵۸′۴۲″ غربی / ۵۳٫۵۳۸۰۶°شمالی ۱۱۳٫۹۷۸۳۳°غربی |
| Strathmore                | فرودگاه استراتمور (آپلتون فیلد)                                        |                    | CAP9      |                                                                 | ۵۰°۵۹′۳۸″ شمالی ۱۱۳°۲۲′۱۹″ غربی / ۵۰٫۹۹۳۸۹°شمالی ۱۱۳٫۳۷۱۹۴°غربی |
| Strathmore                | فرودگاه استراتمور (دی. جی. موری)                                       |                    | CDJ5      |                                                                 | ۵۱°۰۸′۰۳″ شمالی ۱۱۳°۳۳′۳۷″ غربی / ۵۱٫۱۳۴۱۷°شمالی ۱۱۳٫۵۶۰۲۸°غربی |
| Strathmore                | Strathmore (Hospital) Heliport                                         |                    | CSM2      |                                                                 | ۵۱°۰۳′۳۶″ شمالی ۱۱۳°۲۳′۱۰″ غربی / ۵۱٫۰۶۰۰۰°شمالی ۱۱۳٫۳۸۶۱۱°غربی |
| Suffield                  | سی‌اف‌بی سوففیلد (Suffield Heliport)                                     | CYSD               |           | YSD                                                             | ۵۰°۱۶′۰۰″ شمالی ۱۱۱°۱۱′۰۰″ غربی / ۵۰٫۲۶۶۶۷°شمالی ۱۱۱٫۱۸۳۳۳°غربی |
| Sundre                    | فرودگاه جنگلبانی رد دیر                                                |                    | CFR7      |                                                                 | ۵۱°۳۹′۰۵″ شمالی ۱۱۵°۱۴′۲۱″ غربی / ۵۱٫۶۵۱۳۹°شمالی ۱۱۵٫۲۳۹۱۷°غربی |
| Sundre                    | Sundre (Hospital & Health Care Centre) Heliport                        |                    | CSD2      |                                                                 | ۵۱°۴۸′۲۵″ شمالی ۱۱۴°۳۸′۱۱″ غربی / ۵۱٫۸۰۶۹۴°شمالی ۱۱۴٫۶۳۶۳۹°غربی |
| Sundre                    | فرودگاه ساندری                                                         |                    | CFN7      |                                                                 | ۵۱°۴۶′۲۷″ شمالی ۱۱۴°۴۰′۳۷″ غربی / ۵۱٫۷۷۴۱۷°شمالی ۱۱۴٫۶۷۶۹۴°غربی |
| Sundre                    | فرودگاه ساندری/گودوینز فارم                                            |                    | CFZ5      |                                                                 | ۵۱°۴۴′۰۰″ شمالی ۱۱۴°۴۰′۰۰″ غربی / ۵۱٫۷۳۳۳۳°شمالی ۱۱۴٫۶۶۶۶۷°غربی |
| Swan Hills                | فرودگاه سوان هیل                                                       |                    | CEM5      |                                                                 | ۵۴°۴۰′۱۵″ شمالی ۱۱۵°۲۴′۵۳″ غربی / ۵۴٫۶۷۰۸۳°شمالی ۱۱۵٫۴۱۴۷۲°غربی |
| Taber                     | Taber (Health Centre) Heliport                                         |                    | CTB7      |                                                                 | ۴۹°۴۷′۰۸″ شمالی ۱۱۲°۰۹′۵۸″ غربی / ۴۹٫۷۸۵۵۶°شمالی ۱۱۲٫۱۶۶۱۱°غربی |
| Taber                     | فرودگاه تیبر                                                           |                    | CED5      |                                                                 | ۴۹°۴۹′۳۶″ شمالی ۱۱۲°۱۱′۰۶″ غربی / ۴۹٫۸۲۶۶۷°شمالی ۱۱۲٫۱۸۵۰۰°غربی |
| Teepee                    | فرودگاه تیپی                                                           |                    | CFM6      |                                                                 | ۵۶°۲۷′۳۴″ شمالی ۱۱۴°۰۷′۰۹″ غربی / ۵۶٫۴۵۹۴۴°شمالی ۱۱۴٫۱۱۹۱۷°غربی |
| Three Hills               | Three Hills (Hospital) Heliport                                        |                    | CFA8      |                                                                 | ۵۱°۴۲′۳۱″ شمالی ۱۱۳°۱۵′۰۷″ غربی / ۵۱٫۷۰۸۶۱°شمالی ۱۱۳٫۲۵۱۹۴°غربی |
| Three Hills               | فرودگاه تری هیلز                                                       |                    | CEN3      |                                                                 | ۵۱°۴۱′۴۸″ شمالی ۱۱۳°۱۲′۳۳″ غربی / ۵۱٫۶۹۶۶۷°شمالی ۱۱۳٫۲۰۹۱۷°غربی |
| Tofield                   | فرودگاه توفیلد                                                         |                    | CEV7      |                                                                 | ۵۳°۲۲′۱۶″ شمالی ۱۱۲°۴۱′۴۸″ غربی / ۵۳٫۳۷۱۱۱°شمالی ۱۱۲٫۶۹۶۶۷°غربی |
| Tofield                   | Tofield (Health Centre) Heliport                                       |                    | CTF2      |                                                                 | ۵۳°۲۲′۲۳″ شمالی ۱۱۲°۳۹′۲″ غربی / ۵۳٫۳۷۳۰۶°شمالی ۱۱۲٫۶۵۰۵۶°غربی  |
| Trout Lake                | فرودگاه تراوت لیک (آلبرتا)                                             |                    | CFB4      |                                                                 | ۵۶°۳۰′۰۰″ شمالی ۱۱۴°۴۳′۰۰″ غربی / ۵۶٫۵۰۰۰۰°شمالی ۱۱۴٫۷۱۶۶۷°غربی |
| Turner Valley Bar N Ranch | فرودگاه ترنر ولی بار ان رنچ                                            |                    | CFY6      |                                                                 | ۵۰°۳۹′۱۶″ شمالی ۱۱۴°۲۰′۳۹″ غربی / ۵۰٫۶۵۴۴۴°شمالی ۱۱۴٫۳۴۴۱۷°غربی |
| Two Hills                 | فرودگاه تو هیلز                                                        |                    | CEL6      |                                                                 | ۵۳°۴۲′۰۰″ شمالی ۱۱۱°۴۷′۰۰″ غربی / ۵۳٫۷۰۰۰۰°شمالی ۱۱۱٫۷۸۳۳۳°غربی |
| Two Hills                 | Two Hills (Health Centre) Heliport                                     |                    | CTH4      |                                                                 | ۵۳°۴۲′۴۹″ شمالی ۱۱۱°۴۳′۵۱″ غربی / ۵۳٫۷۱۳۶۱°شمالی ۱۱۱٫۷۳۰۸۳°غربی |
| Valleyview                | فرودگاه ولی‌ویو                                                         |                    | CEL5      |                                                                 | ۵۵°۰۱′۵۷″ شمالی ۱۱۷°۱۷′۴۵″ غربی / ۵۵٫۰۳۲۵۰°شمالی ۱۱۷٫۲۹۵۸۳°غربی |
| Vauxhall                  | فرودگاه واخال                                                          |                    | CEN6      |                                                                 | ۵۰°۰۲′۰۰″ شمالی ۱۱۲°۰۵′۰۰″ غربی / ۵۰٫۰۳۳۳۳°شمالی ۱۱۲٫۰۸۳۳۳°غربی |
| Vegreville                | Vegerville (St. Joseph's General Hospital) Heliport                    |                    | CVG8      |                                                                 | ۵۳°۲۹′۳۸″ شمالی ۱۱۲°۰۱′۵۷″ غربی / ۵۳٫۴۹۳۸۹°شمالی ۱۱۲٫۰۳۲۵۰°غربی |
| Vegreville                | فرودگاه وجرویل                                                         |                    | CEV3      |                                                                 | ۵۳°۳۰′۵۲″ شمالی ۱۱۲°۰۱′۳۹″ غربی / ۵۳٫۵۱۴۴۴°شمالی ۱۱۲٫۰۲۷۵۰°غربی |
| Vermilion                 | فرودگاه ورمیلیون                                                       | CYVG               |           |                                                                 | ۵۳°۲۱′۲۵″ شمالی ۱۱۰°۴۹′۲۹″ غربی / ۵۳٫۳۵۶۹۴°شمالی ۱۱۰٫۸۲۴۷۲°غربی |
| Vermilion                 | Vermilion Health Centre Heliport                                       |                    | CVH2      |                                                                 | ۵۳°۲۱′۲۱″ شمالی ۱۱۰°۵۲′۱۸″ غربی / ۵۳٫۳۵۵۸۳°شمالی ۱۱۰٫۸۷۱۶۷°غربی |
| Viking                    | فرودگاه وایکینگ (جنوبی)                                                |                    | CVS2      |                                                                 | ۵۳°۰۱′۳۲″ شمالی ۱۱۱°۵۶′۵۵″ غربی / ۵۳٫۰۲۵۵۶°شمالی ۱۱۱٫۹۴۸۶۱°غربی |
| Viking                    | فرودگاه وایکینگ                                                        |                    | CEE8      |                                                                 | ۵۳°۰۶′۰۰″ شمالی ۱۱۱°۵۲′۰۰″ غربی / ۵۳٫۱۰۰۰۰°شمالی ۱۱۱٫۸۶۶۶۷°غربی |
| Viking                    | Viking Health Centre Heliport                                          |                    | CVK2      |                                                                 | ۵۳°۰۶′۰۰″ شمالی ۱۱۱°۴۶′۳۷″ غربی / ۵۳٫۱۰۰۰۰°شمالی ۱۱۱٫۷۷۶۹۴°غربی |
| Villeneuve                | فرودگاه ادمونتون/ویلنوو (باند رز)                                      |                    | CRF3      |                                                                 | ۵۳°۳۸′۴۴″ شمالی ۱۱۳°۴۸′۱۰″ غربی / ۵۳٫۶۴۵۵۶°شمالی ۱۱۳٫۸۰۲۷۸°غربی |
| Villeneuve                | فرودگاه ادمونتون/ویلنوو (Villeneuve Airport)                           | CZVL               |           | ZVL                                                             | ۵۳°۴۰′۰۳″ شمالی ۱۱۳°۵۱′۱۶″ غربی / ۵۳٫۶۶۷۵۰°شمالی ۱۱۳٫۸۵۴۴۴°غربی |
| Vulcan                    | Vulcan (Hospital) Heliport                                             |                    | CVH7      |                                                                 | ۵۰°۲۳′۴۵″ شمالی ۱۱۳°۱۵′۳۲″ غربی / ۵۰٫۳۹۵۸۳°شمالی ۱۱۳٫۲۵۸۸۹°غربی |
| Vulcan                    | فرودگاه ولکان                                                          |                    | CFX6      |                                                                 | ۵۰°۲۴′۱۷″ شمالی ۱۱۳°۱۷′۰۰″ غربی / ۵۰٫۴۰۴۷۲°شمالی ۱۱۳٫۲۸۳۳۳°غربی |
| Vulcan                    | فرودگاه ولکان/کرککالدی                                                 |                    | CVL2      |                                                                 | ۵۰°۱۹′۵۵″ شمالی ۱۱۳°۲۱′۲۸″ غربی / ۵۰٫۳۳۱۹۴°شمالی ۱۱۳٫۳۵۷۷۸°غربی |
| Wabasca Oil Field         | فرودگاه پلیکان                                                         |                    | CFT8      |                                                                 | ۵۶°۰۹′۳۹″ شمالی ۱۱۳°۲۸′۲۹″ غربی / ۵۶٫۱۶۰۸۳°شمالی ۱۱۳٫۴۷۴۷۲°غربی |
| Wabasca                   | فرودگاه وبسکا                                                          |                    | CEE5      |                                                                 | ۵۵°۵۷′۴۳″ شمالی ۱۱۳°۴۹′۰۹″ غربی / ۵۵٫۹۶۱۹۴°شمالی ۱۱۳٫۸۱۹۱۷°غربی |
| Wainwright                | Wainwright (Health Centre) Heliport                                    |                    | CWH2      |                                                                 | ۵۲°۵۰′۳۵″ شمالی ۱۱۰°۵۱′۵۳″ غربی / ۵۲٫۸۴۳۰۶°شمالی ۱۱۰٫۸۶۴۷۲°غربی |
| Wainwright                | فرودگاه وینرایب                                                        | CYWV               |           | YWV                                                             | ۵۲°۴۷′۴۵″ شمالی ۱۱۰°۵۱′۲۷″ غربی / ۵۲٫۷۹۵۸۳°شمالی ۱۱۰٫۸۵۷۵۰°غربی |
| Wainwright                | سی‌اف‌بی وینرایت (Wainwright/Camp Wainwright Field Airport)A             |                    | CFF7      |                                                                 | ۵۲°۵۰′۰۰″ شمالی ۱۱۰°۵۴′۰۰″ غربی / ۵۲٫۸۳۳۳۳°شمالی ۱۱۰٫۹۰۰۰۰°غربی |
| Wainwright                | فرودگاه وینرایت (فیلد۲۱) (CFB Wainwright)A                             |                    | CFP7      |                                                                 | ۵۲°۴۹′۵۰″ شمالی ۱۱۱°۰۶′۰۲″ غربی / ۵۲٫۸۳۰۵۶°شمالی ۱۱۱٫۱۰۰۵۶°غربی |
| Warburg                   | فرودگاه واربورگ/زیجس                                                   |                    | CFH8      |                                                                 | ۵۳°۱۳′۰۰″ شمالی ۱۱۴°۲۰′۰۰″ غربی / ۵۳٫۲۱۶۶۷°شمالی ۱۱۴٫۳۳۳۳۳°غربی |
| Warner                    | فرودگاه وارنر                                                          |                    | CEP6      |                                                                 | ۴۹°۱۷′۳۶″ شمالی ۱۱۲°۱۱′۲۱″ غربی / ۴۹٫۲۹۳۳۳°شمالی ۱۱۲٫۱۸۹۱۷°غربی |
| Westlock                  | فرودگاه وست‌لاک                                                         |                    | CES4      |                                                                 | ۵۴°۰۸′۳۲″ شمالی ۱۱۳°۴۴′۲۷″ غربی / ۵۴٫۱۴۲۲۲°شمالی ۱۱۳٫۷۴۰۸۳°غربی |
| وتاسکیوین                 | Wetaskiwin (Hospital & Care Centre) Heliport                           |                    | CWC4      |                                                                 | ۵۲°۵۹′۱۸″ شمالی ۱۱۳°۲۲′۰۶″ غربی / ۵۲٫۹۸۸۳۳°شمالی ۱۱۳٫۳۶۸۳۳°غربی |
| وتاسکیوین                 | فرودگاه محلی واتاسکوین                                                 |                    | CEX3      |                                                                 | ۵۲°۵۷′۵۴″ شمالی ۱۱۳°۲۴′۴۰″ غربی / ۵۲٫۹۶۵۰۰°شمالی ۱۱۳٫۴۱۱۱۱°غربی |
| Whitecourt                | فرودگاه وایت‌کورت                                                       | CYZU               |           | YZU                                                             | ۵۴°۰۸′۳۸″ شمالی ۱۱۵°۴۷′۱۲″ غربی / ۵۴٫۱۴۳۸۹°شمالی ۱۱۵٫۷۸۶۶۷°غربی |
| Wildwood                  | فرودگاه وایلدوود - لوچه میست فارمز                                     |                    | CJJ3      |                                                                 | ۵۳°۳۲′۴۷″ شمالی ۱۱۵°۱۵′۳۸″ غربی / ۵۳٫۵۴۶۳۹°شمالی ۱۱۵٫۲۶۰۵۶°غربی |
| Zama Lake                 | فرودگاه زما لیک                                                        |                    | CFT9      |                                                                 | ۵۹°۰۳′۵۰″ شمالی ۱۱۸°۵۳′۲۳″ غربی / ۵۹٫۰۶۳۸۹°شمالی ۱۱۸٫۸۸۹۷۲°غربی |

## فرودگاه‌های ازبین‌رفته
| شهر            | نام فرودگاه                        | کد فرودگاهی ایکائو | موقعیت‌یاب | کد فرودگاهی یاتا | مختصات                                                          |
| -------------- | ---------------------------------- | ------------------ | --------- | ---------------- | --------------------------------------------------------------- |
| Andrew         | فرودگاه اندرو                      |                    | CEJ2      |                  | ۵۳°۵۲′۲۶″ شمالی ۱۱۲°۲۱′۲۸″ غربی / ۵۳٫۸۷۳۸۹°شمالی ۱۱۲٫۳۵۷۷۸°غربی |
| Cadotte        | فرودگاه کدوت                       |                    | CEJ5      |                  | ۵۶°۲۷′۰۰″ شمالی ۱۱۶°۲۱′۰۰″ غربی / ۵۶٫۴۵۰۰۰°شمالی ۱۱۶٫۳۵۰۰۰°غربی |
| Caroline       | فرودگاه کرولاین                    |                    | CCN3      |                  | ۵۲°۰۶′۱۵″ شمالی ۱۱۴°۴۶′۳۱″ غربی / ۵۲٫۱۰۴۱۷°شمالی ۱۱۴٫۷۷۵۲۸°غربی |
| Chinchaga      | فرودگاه چینچاگا                    |                    | CED2      |                  | ۵۷°۳۲′۳۴″ شمالی ۱۱۹°۰۷′۵۳″ غربی / ۵۷٫۵۴۲۷۸°شمالی ۱۱۹٫۱۳۱۳۹°غربی |
| Conklin        | فرودگاه کونکلین                    |                    | CER5      |                  | ۵۵°۳۸′۰۵″ شمالی ۱۱۱°۰۵′۱۶″ غربی / ۵۵٫۶۳۴۷۲°شمالی ۱۱۱٫۰۸۷۷۸°غربی |
| Cowper         | فرودگاه کوپار                      |                    | CTM3      |                  | ۵۵°۵۷′۲۲″ شمالی ۱۱۰°۲۹′۵۰″ غربی / ۵۵٫۹۵۶۱۱°شمالی ۱۱۰٫۴۹۷۲۲°غربی |
| Didsbury       | فرودگاه دیدسبوری                   |                    | CDV4      |                  | ۵۱°۳۸′۰۵″ شمالی ۱۱۴°۰۶′۴۰″ غربی / ۵۱٫۶۳۴۷۲°شمالی ۱۱۴٫۱۱۱۱۱°غربی |
| سنت آلبرت      | Edmonton/St. Albert Airport        |                    | CES3      |                  | ۵۳°۴۱′۱۵″ شمالی ۱۱۳°۴۱′۱۴″ غربی / ۵۳٫۶۸۷۵۰°شمالی ۱۱۳٫۶۸۷۲۲°غربی |
| Embarras       | فرودگاه امبرو                      |                    | CFN4      |                  | ۵۸°۱۲′۰۰″ شمالی ۱۱۱°۲۳′۰۰″ غربی / ۵۸٫۲۰۰۰۰°شمالی ۱۱۱٫۳۸۳۳۳°غربی |
| Fort Chipewyan | فورت چیپواین/فرودگاه آبی اسمال لیک |                    | CEM7      |                  | ۵۸°۴۴′۰۰″ شمالی ۱۱۱°۰۷′۰۰″ غربی / ۵۸٫۷۳۳۳۳°شمالی ۱۱۱٫۱۱۶۶۷°غربی |
| Fort Smith     | فرودگاه آبی فیتزجرالد (فورت اسمیت) |                    | CEJ7      |                  | ۵۹°۵۱′۰۰″ شمالی ۱۱۱°۳۶′۰۰″ غربی / ۵۹٫۸۵۰۰۰°شمالی ۱۱۱٫۶۰۰۰۰°غربی |
| Grist Lake     | فرودگاه دریاچه گریست               |                    | CFY2      |                  | ۵۵°۲۴′۰۰″ شمالی ۱۱۰°۲۹′۰۰″ غربی / ۵۵٫۴۰۰۰۰°شمالی ۱۱۰٫۴۸۳۳۳°غربی |
| High River     | RCAF Station High River            |                    |           |                  | ۵۰°۳۵′۳۵″ شمالی ۱۱۳°۵۰′۳۰″ غربی / ۵۰٫۵۹۳۰۶°شمالی ۱۱۳٫۸۴۱۶۷°غربی |
| Milk River     | فرودگاه میلک ریور (مج)             |                    | CFQ3      |                  | ۴۹°۰۷′۵۹″ شمالی ۱۱۲°۰۲′۳۴″ غربی / ۴۹٫۱۳۳۰۶°شمالی ۱۱۲٫۰۴۲۷۸°غربی |
| Fort Macleod   | RCAF Station Pearce                |                    |           |                  | ۴۹°۵۰′۰۶″ شمالی ۱۱۳°۱۴′۳۱″ غربی / ۴۹٫۸۳۵۰۰°شمالی ۱۱۳٫۲۴۱۹۴°غربی |
| St. Francis    | فرودگاه سنت فرانسیس                |                    | CFE6      |                  | ۵۳°۱۶′۳۲″ شمالی ۱۱۴°۲۶′۵۹″ غربی / ۵۳٫۲۷۵۵۶°شمالی ۱۱۴٫۴۴۹۷۲°غربی |
| Steen Tower    | فرودگاه برج استین                  |                    | CFG7      |                  | ۵۹°۳۸′۰۰″ شمالی ۱۱۷°۴۷′۰۰″ غربی / ۵۹٫۶۳۳۳۳°شمالی ۱۱۷٫۷۸۳۳۳°غربی |
| Vulcan         | RCAF Station Vulcan                |                    |           |                  | ۵۰°۱۹′۵۹″ شمالی ۱۱۳°۲۱′۴۷″ غربی / ۵۰٫۳۳۳۰۶°شمالی ۱۱۳٫۳۶۳۰۶°غربی |
| Zama City      | فرودگاه زما                        |                    | CEX5      |                  | ۵۹°۰۹′۰۷″ شمالی ۱۱۸°۴۲′۲۵″ غربی / ۵۹٫۱۵۱۹۴°شمالی ۱۱۸٫۷۰۶۹۴°غربی |